# Scandinavisch Senior Open

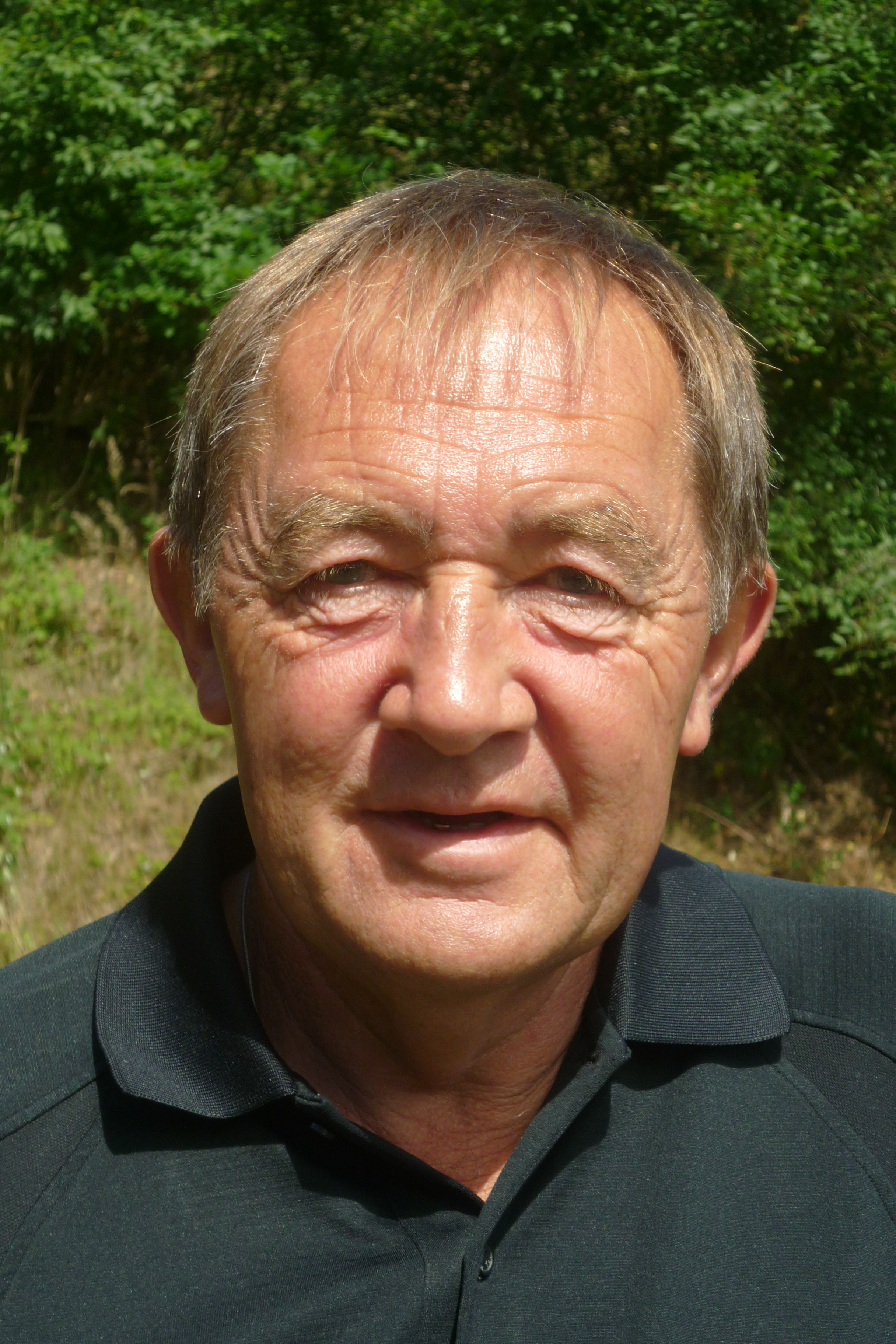
John Chillas

Het Scandinavisch Senior Open was een golftoernooi van de Europese Senior Tour.
Het toernooi heeft bestaan in 2005, 2006 en 2007 en is altijd in Denemarken gespeeld.
In 2005 werd de eerste editie van dit toernooi gespeeld op de Royal Copenhagen Golf Club. Bill Longmuir ging de derde ronde in met een slag voorsprong op Giuseppe Cali en maakte een score van 64. Hij won met vier slagen voorsprong van Cali. Het was zijn vijfde overwinning op de Senior Tour.
In 2006 speelde Katsuyoshi Tomori drie weken in Europa. Het derde toernooi was in Helsingør, hij won met een mooie laatste ronde van 66 en kreeg twee jaar speelrecht op de Senior Tour. Hij was de vierde Japanse winnaar op de Senior Tour na Seiji Ebihara, Noboru Sugai en Dragon Taki.
In 2007 werd weer op Royal Copenhagen gespeeld. John Chillas won in een 4 holes durende play-off tegen Glenn Ralph.
| Jaar | Baan                       | Winnaar           | Score           |
| ---- | -------------------------- | ----------------- | --------------- |
| 2005 | Royal Copenhagen Golf Club | Bill Longmuir     | 66-66-64 (- 17) |
| 2006 | Helsingör Golf Club        | Katsuyoshi Tomori | 66-67-66 (- 14) |
| 2007 | Royal Copenhagen Golf Club | John Chillas      | 70-67-68 (- 8)  |